# Индаур
Индаур (на маратхийски: इंदूर, както и Инду́р от хинди: इंदौर Индо́р) е град в Централна Индия. Населението му е 1 994 397 жители (2011 г.), което го прави 15-и по население в страната. Мъжете са 52% от населението. Намира се на 553 м н.в. в южния край на плато на две реки. Обслужва се от летище, което се намира на 8 км от града, през което преминават само индийски полети. Официалният език е хинди.